# コンカツ・リカツ
『コンカツ・リカツ』は、NHKで、2009年4月3日から同年5月22日まで、毎週金曜日の22:00 - 22:45（JST）に放送されていた日本のテレビドラマ。タイトルロゴは『コンカツ♥リカツ』となっている。このドラマから生まれた単語、「リカツ（離活)｣が、2009年のユーキャン流行語大賞にノミネートされた。

## 概要
『金曜ドラマ』の復活第1作目である。これにより、同時間帯で放送されてきた『スポーツ大陸』は、月曜日の22:45 - 23:30枠へと移動し、同枠に月1回ペースで放送されてきた単発特別番組枠『プレミアム10』は完全終了した。

## あらすじ
たかが39歳。されど39歳。気がつけば39歳になっていたというだけで、結婚したくもないのに“結婚活動”することになった町田七海（桜井幸子）。一方、絵にかいたような幸せな家庭を築いていたはずなのに、突然“離婚活動”しなくてはならなくなった工藤梨香子（清水美沙）。小学校からの同級生でありながらまるで価値観の違う二人の女性が、39歳という崖っぷちで人生の一大事、結婚と離婚に直面するはめに……。
さらに親友でコンカツ仲間のキャリアウーマン・るり子（国生さゆり）やその部下でアラサーの美穂（大桑マイミ）、果ては七海の母・幸子（松坂慶子）まで巻き込んで、結婚と離婚にまつわるアラフォーのホンネが炸裂する!

## キャスト
- 町田七海 - 桜井幸子
ビーネ株式会社勤務。営業事務職
周辺から、婚活する破目となる。
- 工藤梨香子 - 清水美沙
七海の同級生。主婦
6歳の息子がいる。夫から価値観0の妻と言われてしまう。
- 松崎るり子 - 国生さゆり
七海の同級生。婦人旬報社勤務。月刊誌「Audrey」副編集長
- 町田幸子 - 松坂慶子
七海の母。リサイクルカフェ「Avonlea」店主
- 加山省吾 - 中川晃教
アーティスト志望のフリーター。八鹿幼稚園で絵を教えている
- 早野美穂 - 大桑マイミ
婦人旬報社勤務（派遣）。月刊誌「Audrey」編集部アシスタント
- 町田良之 - 若林豪
七海の父。単身赴任中
- 工藤正彦 - 津田寛治
梨香子の夫。広告代理店勤務
- 工藤拓 - 中村柊芽
梨香子の息子。八鹿幼稚園に通っている
- 村尾高志 - 高杉亘
トイレメーカー「TINOU」勤務。便器の研究・開発を担当
- 佐々木洋介 - 二階堂智
八鹿幼稚園園長。七海の大学時代の（かなり気の合いそうな）友人
- 金子いずみ - ふせえり
行政書士、「金子いずみ結婚離婚相談所」主宰。梨香子の相談にのる
- 中谷結衣 - 小野真弓
梨香子がパートをしている花屋の店長
- 竹下春夫 - 小林隆
七海の上司。販売促進部部長
- 斉藤誠 - 保阪尚希
七海の合コン相手。商社勤務
- 浅井麻紀子 - 有森也実
梨香子の夫の浮気相手
- 木村加奈　‐　秋本奈緒美
七海の友人。
- 高橋慎太郎 - 義田貴士
七海と洋介の大学時代の先輩

### 語り
- 石丸謙二郎

## 主題歌
- LINDBERG『今すぐKiss Me - 20th -』

## 制作スタッフ
- 原案：山田昌弘、白河桃子『「婚活」時代』
- 脚本：野依美幸、仲村みなみ
- 監修：岡野あつこ
- 演出：岡田寧、松本健
- プロデューサー：久保田由美
- 制作統括：田村文孝、大屋光子
- 制作・著作：NHK、東北新社

## 技術スタッフ
- 技術プロデューサー：堀内勉
- TD：末廣健治
- 撮影：小室正大
- VE：市原敬司
- 照明：鈴木真二
- 音声：寺内大太

## 美術スタッフ
- 美術プロデューサー：森川一雄
- 美術デザイン：北谷岳之
- 美術進行：安藤篤
- 大道具：手塚常光
- 装飾：高橋俊秋
- 持ち道具：横尾正美
- 衣裳：沢柳陽子
- メイク：森田京子（桜井幸子）、鷲田智樹

## サブタイトル
| 第1話                                                        | 2009年4月3日  | 私って価値ゼロの女?               | 6.2% |
| 第2話                                                        | 2009年4月10日 | 結婚は条件? 離婚は無慈悲?         | 4.5% |
| 第3話                                                        | 2009年4月17日 | 確かなモノって何ですか?           | 5.0% |
| 第4話                                                        | 2009年4月24日 | アラフォーいろいろ? 人生いろいろ? | 5.4% |
| 第5話                                                        | 2009年5月1日  | コンカツ天国・リカツ地獄          | 6.0% |
| 第6話                                                        | 2009年5月8日  | 結びつきはセックス?友情?意地?     | 4.2% |
| 第7話                                                        | 2009年5月15日 | なんでキスしたの?                 | 5.4% |
| 最終話                                                       | 2009年5月22日 | 大切なことは?                     | 6.0% |
| 平均視聴率：5.34％（視聴率は関東地区・ビデオリサーチ社調べ） |               |                                   |      |

## 備考
- 近畿2府4県では、2009年5月1日に当番組が放送される時間に『かんさい特集 未来を拓け!世紀の祭典〜上海万博まであと1年〜』を23:25まで放送したことにより、第5話と第6話を翌週の5月8日に2話続けて放送された（この日のかんさい特集は当初19時半から20時45分[3]の放送を予定していたが、豚インフルエンザについての緊急報道特番を全国共通放送で行ったため、編成上の都合が付かなくなったものによるもの）。
- 作中で行政書士が慰謝料や離婚後の生活費についてアドバイスしたシーンが、「弁護士以外が報酬目的で法律事務を取り扱うことを禁じた弁護士法に違反する」、「法的手段や法律解釈に踏み込んだ見解を示し、行政書士の職務権限を逸脱している」等として放送後に大阪弁護士会がNHKに抗議書を送った。なお、NHK側は「今後の番組制作の参考にしたい」とコメントしている[4]。
- 主演の桜井は本作の放送の半年後芸能界を引退したため、本作が最後の主演ドラマとなった。